# Ołeksandr Sznajder
Ołeksandr Sznajder, ukr. Олександр Шнайдер (ur. 22 maja 1962 w Woroszyłowgradzie) – ukraiński szachista, arcymistrz od 1990 roku.

## Kariera szachowa
W 1984 r. zdobył w Wilnie tytuł młodzieżowego (do 26 lat) wicemistrza Związku Radzieckiego. W 1986 r. podzielił I m. (wspólnie z Igorem Nowikowem i Wołodymyrem Małaniukiem) w kołowym turnieju we Lwowie, natomiast w 1990 r. zwyciężył w turnieju B memoriału Jose Raula Capablanki w Hawanie. W 1990 i 1991 r. dwukrotnie uczestniczył w finałach indywidualnych mistrzostw ZSRR, w pierwszym przypadku zajmując X miejsce. W 1991 r. podzielił II m. (za Dibyendu Baruą, wspólnie z Aleksandrem Wojtkiewiczem i Samem Pałatnikiem) w Kalkucie. W 1993 r. zwyciężył w otwartym turnieju w Jyvaskyli oraz podzielił I m. (wspólnie z Zoltanem Almasim i Vlastimilem Jansą) w Cattolicy, a w 1994 r. podzielił I m. (wspólnie m.in. z Ildarem Ibragimowem, Siergiejem Szypowem i Siemonem Dwojrisem) w Groningen. W 1995 r. podzielił II m. (za Einarem Gauselem, wspólnie z Peterem Heine Nielsenem) w Aars oraz zwyciężył (wspólnie z Michaiłem Rytszagowem i Wiktorem Kuporosowem) w Kuopio. W 1998 r. podzielił II m. (za Rusłanem Ponomariowem, wspólnie z Aleksandrem Zubariewem, Aleksandrem Oniszczukiem i Igorem Nowikowem) w turnieju strefowym (eliminacji mistrzostw świata) w Doniecku (nie zdobył jednak awansu do finałowego turnieju w Las Vegas). W 2000 r. podzielił I m. (wspólnie m.in. z Joelem Lautierem, Zigurdsem Lanką, Mladenem Palacem, Władimirem Dimitrowem, Andriejem Szczekaczewem i Stanisławem Sawczenko) w otwartych mistrzostwach Paryża. W 2003 r. podzielił I m. (wspólnie m.in. z Danielem Fridmanem, Witalijem Gołodem, Alonem Greenfeldem, Josephem Gallagherem i Władimirem Burmakinem) w Zurychu. W 2007 r. zwyciężył (wspólnie z Siergiejem Zagrebelnym) w Ajos Kirikos.
Najwyższy ranking w karierze osiągnął 1 stycznia 1994 r., z wynikiem 2570 punktów dzielił wówczas 88-98. miejsce na światowej liście FIDE, jednocześnie dzieląc 6-8. miejsce wśród ukraińskich szachistów.